# ورام گیولزادیان
ورام خورنی گیولزادیان (ارمنی: Վռամ Խորենի Գյուլզադյան؛ زادهٔ ۱۰ نوامبر ۱۹۵۷) یک سیاستمدار و کشاورز اهل ارمنستان است که از تاریخ ۱۹۹۹ تا تاریخ ۲۰۰۷ سمت نمایندگی دوره‌های دوم و سوم مجلس ملی جمهوری ارمنستان را برعهده داشت.

## زندگی‌نامه
در ۱۰ نوامبر ۱۹۵۷ در واردابلور به دنیا آمد و از دانشگاه ملی علوم کشاورزی ارمنستان فارغ‌التحصیل شد. 

## یادداشت
1. ↑  Հայկական գյուղատնտեսական ինստիտուտ